# Ломівка
48°30′46.52″ пн. ш. 35°0′21.61″ сх. д. / 48.5129222° пн. ш. 35.0060028° сх. д.
Ломівка — лівобережний мікрорайон міста Дніпра у межах Амур-Нижньодніпровського району.

## Історія
Назву район отримав у спадок від селища, що існувало на його території.
Утворений розділом Кам'янки на дві частини, з яких східна була названа Ломівкою. На сході межував з Амуром — робітничим поселенням Катеринославу.
Ломівку було включено до складу Дніпра раніше за Кам'янку, перед Другою світовою війною.

## Територія
Межа Ломівки на сході з Амуром і Боржомом (вулиця Вітчизняна); північна межа з багатоповерховим Лівобережним (вулиця Рилєєва); західна межа (забудова з західної сторони вулиці Щитова). Чисельність населення наприкінці 1980-х налічувала 25 тис. осіб.
Територія району сильно зволожена, з великою кількістю озер. Особливо підняття ґрунтових вод сталося  після побудови ДніпроГЕСу. Водойми району: річка Гнилокіш (Гнилокоть), річка Кам'янка, озеро Куряче на півночі, озеро Одинківка, озеро Ломівське Плесо та Кам'янсько-Ломівський канал.
На південному заході району побудований високоповерховий житловий район Ломівський (чисельністю населення приблизно 20-25 тис. осіб).

## Персоналії
В селищі Ломівка народився український письменник Олесь Гончар.

## Світлини

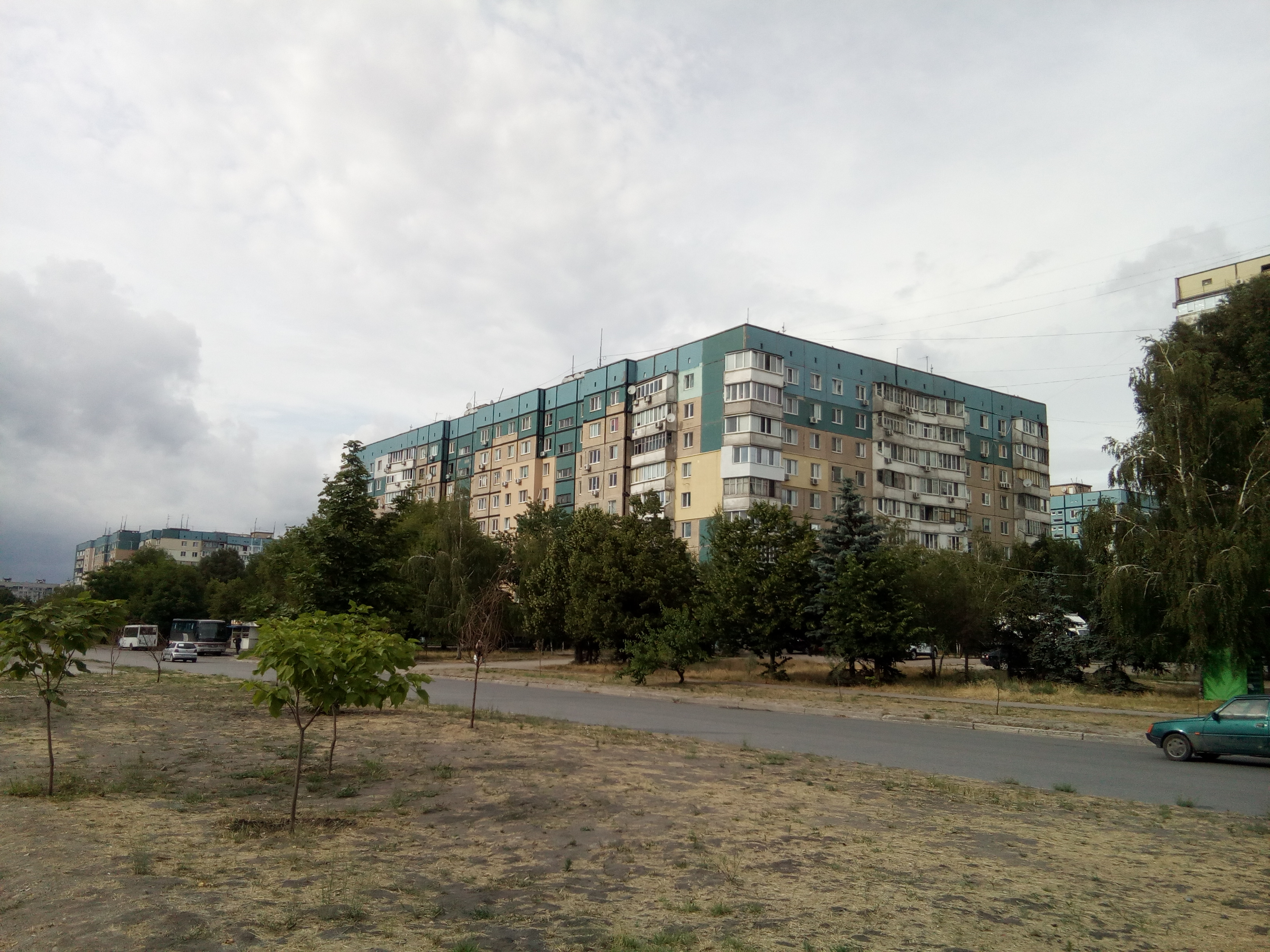
Вулиця Шолохова, 19
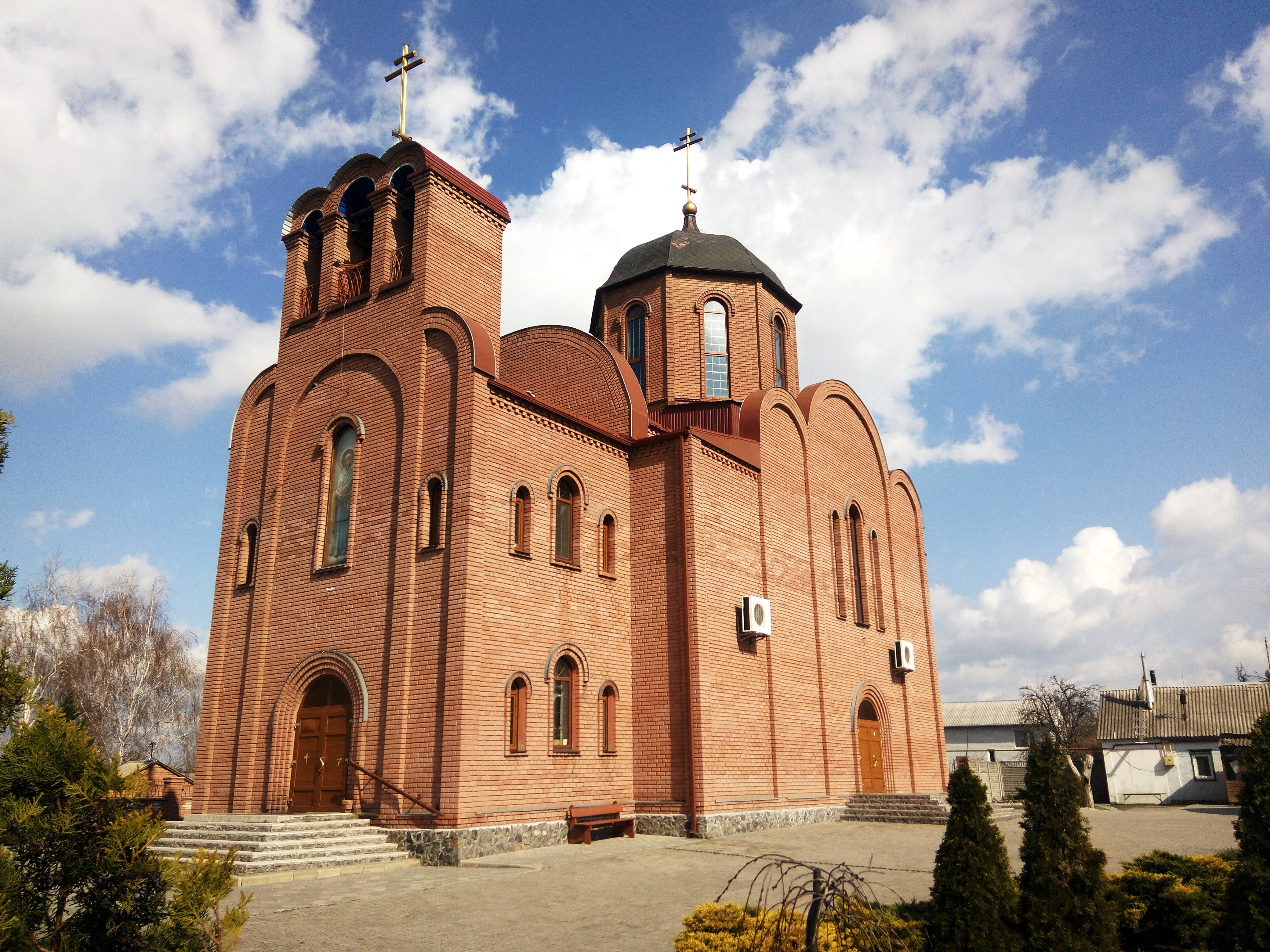
Свято-Покровський храм
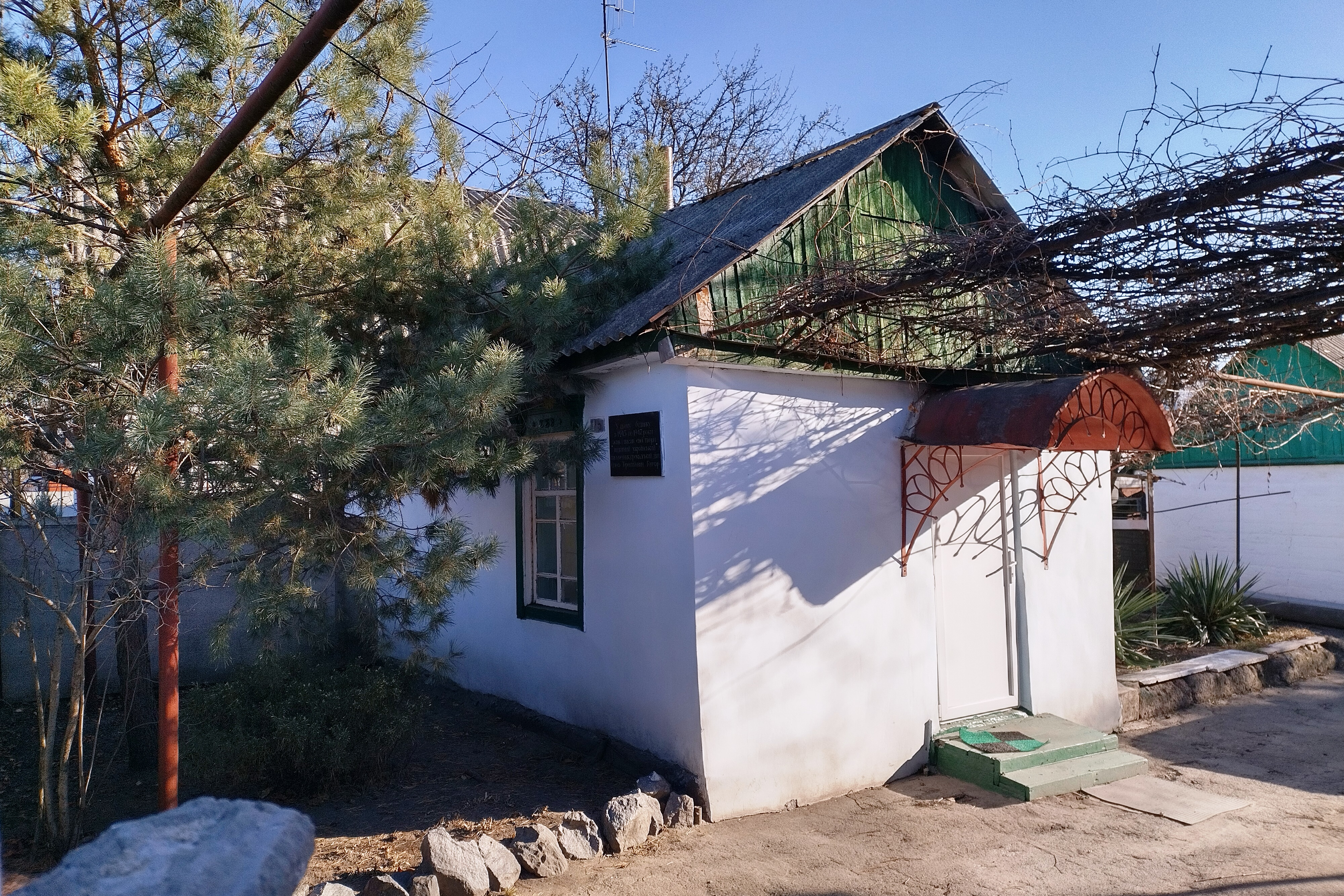
Будинок у Ломівці на вулиці Клубній 25, де мешкав Олесь Гончар, та саме там написав першу частину роману «Прапороносці» під час свого навчання у Дніпрі (1945-1947 р.р.)
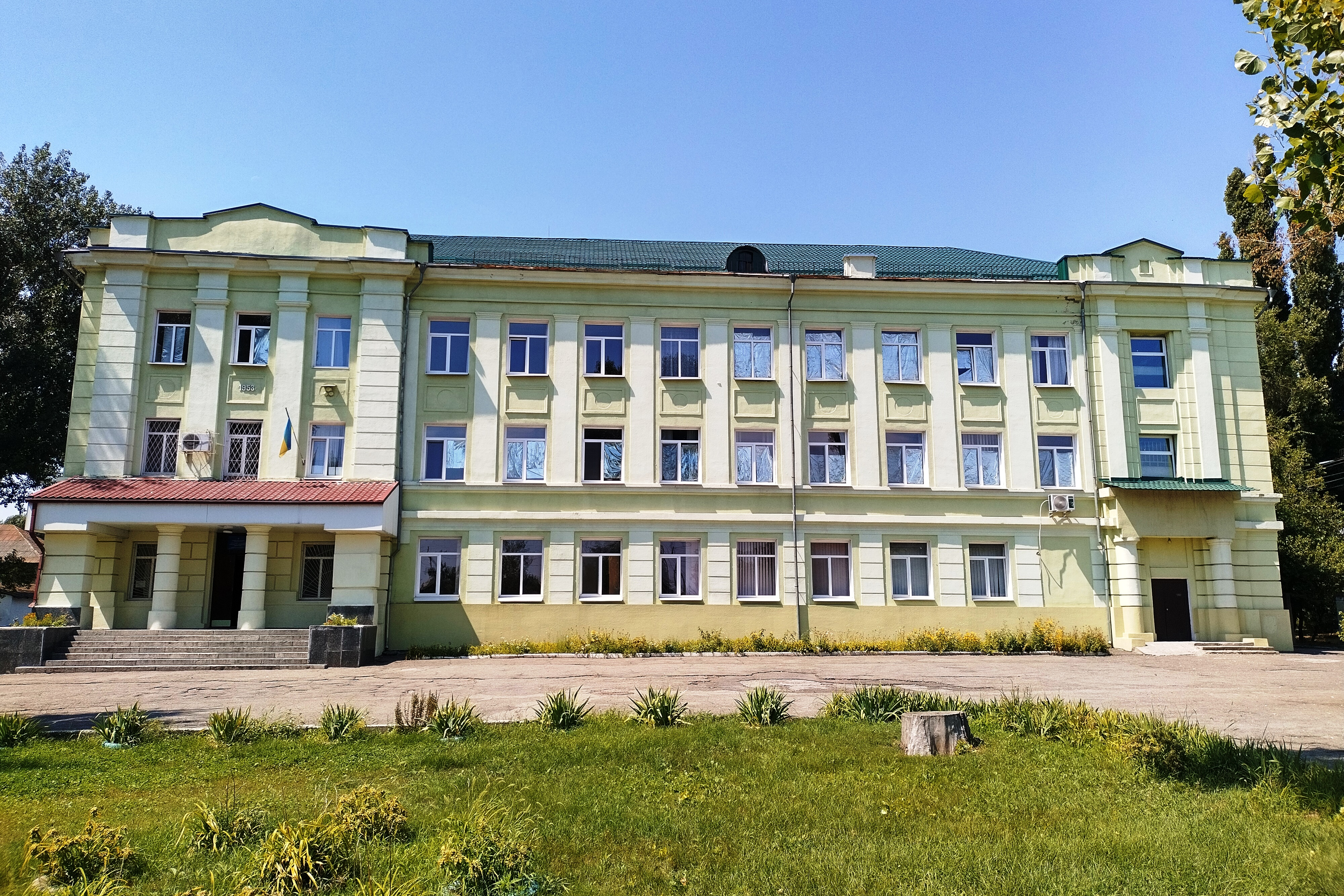
школа № 56, 1937–1938, типовий проєкт